# 彝器
彝器是中国古代青铜器中的祭器。后来彝器成了中国商周时期青铜礼器的泛称。

## 釋名
「彝」字在甲骨文及青铜器金文的形状是用于祭祀的双手被反绑的人。
東漢許慎所作的《說文解字》上說彝是宗廟裡常用的禮器。而許多青銅器上有「作寶彝」或「作寶尊彝」的字樣，所以，古人就常以「鼎彝」或是「尊彝」二字代表祭祀用禮器的通稱，並不專指某種特定形式的器型。《爾雅》釋器：彝、卣、罍，器也。郭璞注：皆盛酒尊，彝其總名。
《周禮·春官》中，設有司尊彝的官員，其職掌便是在祭祀時掌理尊、彝的準備及擺設。共有六種彝器：雞彝、鳥彝、黃彝、虎彝、蜼彝、斝彝，分別屬不同祭儀中使用。

## 出土文物
1923年在河南新郑发现的春秋晚期的郑国青铜器群通常被称为新郑彝器。